# 奇蹟 (可苦可樂單曲)
《奇蹟》（奇跡）是可苦可樂的第26張CD單曲。於2015年3月4日由Warner Music Japan發行。

## 簡介
前作《暖陽小徑》之後約9個月發行。

## 收錄曲
全作詞・作曲：小淵健太郎；編曲：可苦可樂
1. 奇蹟
朝日電視台電視連續劇《最強名醫第3季》主題曲[2]
2. Twilight
華納兄弟公司發行的電影《再一次說愛你》主題曲
3. 信呼吸
連續3個月宣布新歌的第一首歌
4. 奇蹟 （Instrumental）
5. Twilight （Instrumental）
6. 信呼吸 （Instrumental）

## 初回限定盤
以DVD收錄於2014年11月至12月在全國4個地點舉辦的“Acoustic Twilight Tour 2014”的3首歌曲
- HUMMING LIFE
- 獵戶座之參宿四（ベテルギウス）
- miss you

## 外部連結
- 奇蹟 初回限定盤（页面存档备份，存于）
- 奇蹟 通常盤（页面存档备份，存于）